# Pétition
Ne doit pas être confondu avec Lettre ouverte.
Une pétition est une demande collective par écrit, le plus souvent adressée à un représentant du gouvernement ou à une autorité administrative ou politique.
Elle est rédigée par une personne et signée par de nombreuses autres. Elle peut être transmise via Internet.

## Histoire

### Antiquité
Les premières pétitions documentées sont déposées par des esclaves construisant des pyramides dans l'Égypte ancienne, qui réclament de meilleures conditions de travail.
Dans la Chine impériale prémoderne, les pétitions sont toujours envoyées à un bureau de transmission (Tongzheng si) où les secrétaires de cour lisent les pétitions à haute voix à l'empereur. Les pétitions peuvent être envoyées par n'importe qui, depuis un fonctionnaire érudit jusqu'à un simple agriculteur, bien que les pétitions soient plus probablement lues à l'empereur si elles sont suffisamment convaincantes pour destituer de leurs fonctions les fonctionnaires locaux douteux et corrompus. Lorsque les pétitions arrivent au trône, plusieurs copies sont faites de l'original et conservées au Bureau des secrétaires superviseurs avant que la pétition écrite originale ne soit envoyée à l'empereur.

### Moyen Âge
L'émergence des pétitions sous le règne d'Édouard Ier d'Angleterre (1272-1307) contribue aux débuts du pouvoir législatif du Parlement d'Angleterre.

### Époque contemporaine
Les pétitions deviennent une forme courante de protestation et de demande auprès de la Chambre des communes britannique aux XVIIIe et XIXe siècles ; un million de pétitions sont soumises au Parlement britannique entre 1780 et 1918. La plus importante est la Grande Charte du Peuple, ou pétition des Chartistes.
La clause de pétition du premier amendement à la Constitution américaine garantit le droit du peuple « de demander au gouvernement de redresser ses griefs ». Le droit de pétition est considéré comme incluant le droit d’intenter des poursuites contre le gouvernement.

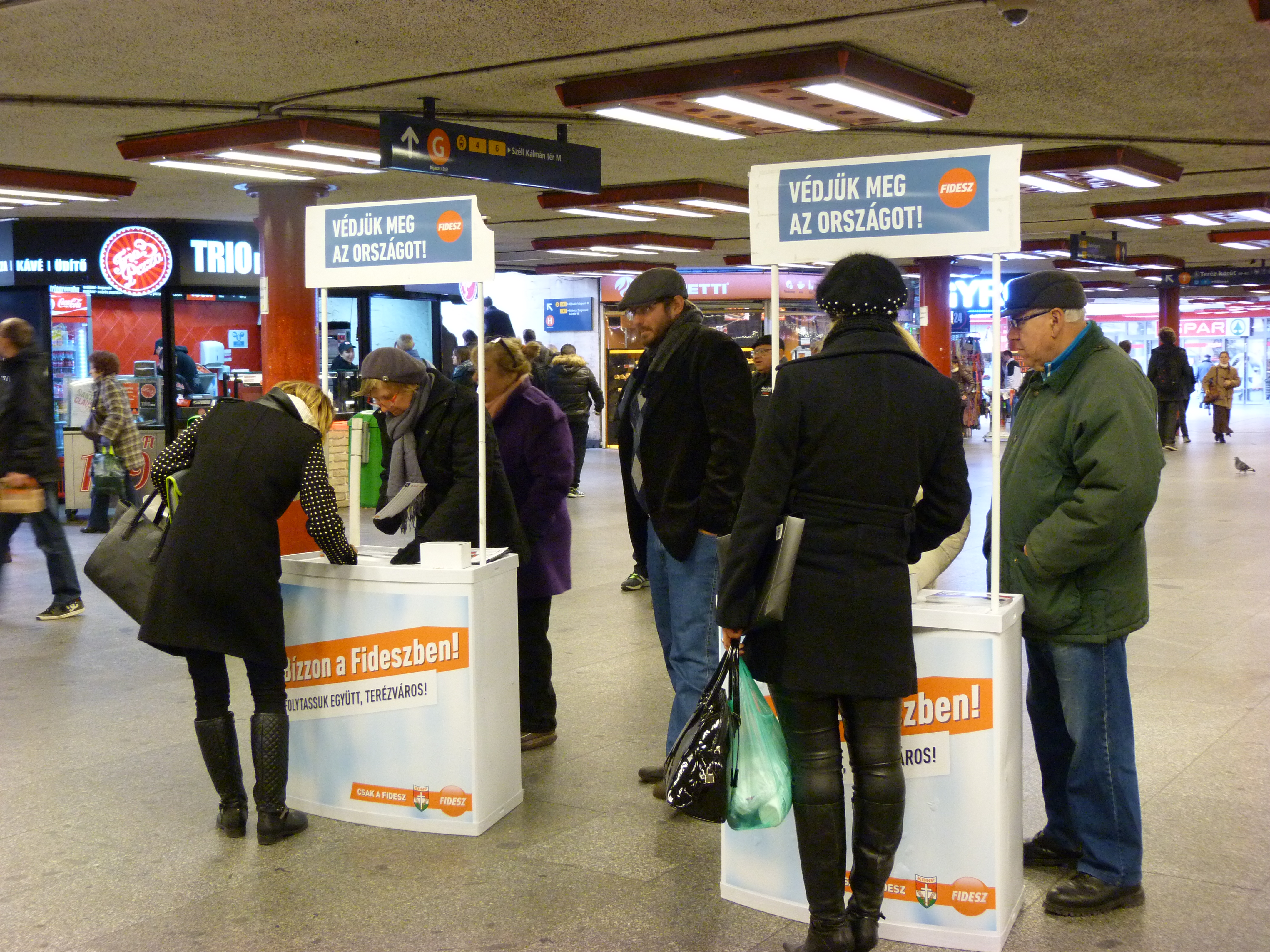
Guichets proposant de signer une pétition à Budapest, le 26 novembre 2015.

Les pétitions sont couramment utilisées aux États-Unis pour permettre aux candidats à des fonctions publiques de figurer sur un bulletin de vote ; alors que n'importe qui peut être candidat par écrit, un candidat souhaitant que son nom apparaisse sur les bulletins de vote imprimés et sur d'autres documents électoraux officiels doit recueillir un certain nombre de signatures valides d'électeurs inscrits. Dans les juridictions dont les lois autorisent les initiatives de vote, la collecte d'un nombre suffisant de signatures d'électeurs permet à une initiative proposée d'être inscrite sur le bulletin de vote. Les élections de révocation de 2003 en Californie, qui ont culminé avec la révocation du gouverneur Gray Davis et l'élection d'Arnold Schwarzenegger, ont commencé lorsque le représentant américain Darrell Issa a employé des collecteurs de signatures rémunérés qui ont obtenu des millions de signatures au prix de millions de dollars pour Issa. Une fois le nombre requis de signatures obtenu sur la pétition de révocation, d'autres pétitions ont été diffusées par des candidats potentiels qui souhaitaient figurer sur le bulletin de vote comme remplaçants possibles de Davis. Après cette étape, un vote sur la révocation était prévu.
D'autres types de pétitions incluent celles qui cherchaient à libérer Nelson Mandela pendant son emprisonnement par l'ancien gouvernement d'apartheid d'Afrique du Sud. Les pétitions n’avaient aucun effet juridique, mais les signatures de millions de personnes représentaient une force morale qui aurait pu contribuer à libérer Mandela et à mettre fin à l’apartheid. Les organisations non gouvernementales telles qu'Amnesty International utilisent souvent des pétitions pour tenter d'exercer une autorité morale en faveur de diverses causes. D'autres sujets non gouvernementaux faisant l'objet de pétitions incluent les décisions relatives au personnel des entreprises. Au Royaume-Uni, une pétition adressée au Parlement en 1990 contre les réductions des services d'ambulance a recueilli 4,5 millions de signatures. Aujourd'hui, les pétitions en Grande-Bretagne sont souvent présentées via le site Web des pétitions du Parlement britannique, dont le prédécesseur a été créé en 2006. De telles pétitions en ligne constituent une nouvelle forme de pétition qui devient monnaie courante au 21e siècle. Change.org a été fondée en 2007 et est devenue la plateforme de pétition en ligne la plus populaire au monde.
Des recherches récentes menées par la psychologue socioculturelle Chana Etengoff ont mis en évidence les avantages thérapeutiques de la pétition, notamment la création de sens, l'action sociale, l'action et l'autonomisation.